# Pratt & Whitney Stadium at Rentschler Field
Het Pratt & Whitney Stadium at Rentschler Field is een multifunctioneel stadion in de Amerikaanse stad East Hartford, in de staat Connecticut. Het wordt vooral gebruikt voor wedstrijden American Football en voetbalwedstrijden. Het stadion werd geopend in 2003.  

## CONCACAF Gold Cup 2013
Tijdens de CONCACAF Gold Cup van 2013 was dit stadion een van de stadions zijn waar voetbalwedstrijden werden gespeeld. In dit stadion werden twee groepswedstrijden (groep C) gespeeld.
| № | Datum        | Wedstrijd                     | Uitslag | Gold Cup   | Toeschouwers |
| - | ------------ | ----------------------------- | ------- | ---------- | ------------ |
| 1 | 16 juli 2013 | Cuba – Belize                 | 4 – 0   | Groepsfase | 25.432       |
| 2 | 16 juli 2013 | Verenigde Staten – Costa Rica | 1 – 0   | Groepsfase | 25.432       |